# Dark (Gigi D'Agostino)
Dark è un EP di Gigi D'Agostino pubblicato il 4 gennaio 2019 con lo pseudonimo Lento Violento.

## Tracce
1. Lost – 6:04
2. Wild – 4:30
3. Over the Rainbow (Dark Mix) – 5:26
4. Cosmico – 4:09
5. Lost (Loco Mix) – 5:52
6. Senza Ragione (Flusso Di Coscienza) – 3:54
7. Wild (Mega Mix) – 7:25